# Neobisium helveticum
Neobisium helveticum är en spindeldjursart som beskrevs av Jacqueline Heurtault 1971. Neobisium helveticum ingår i släktet Neobisium och familjen helplåtklokrypare. Inga underarter finns listade i Catalogue of Life.